# ارابه خدایان (فیلم)
«ارابه خدایان» (آلمانی: Erinnerungen an die Zukunft) فیلمی در ژانر مستند است که در سال ۱۹۷۰ منتشر شد.